# 莫菲溫泉 (愛達荷州)
莫非溫泉（英語：Murphy Hot Springs）是位於美國愛達荷州奧懷希縣的一個非建制地區。該地的面積和人口皆未知。

## 地理
莫非溫泉的座標為42°01′27″N 116°21′37″W / 42.02417°N 116.36028°W，而該地的平均海拔高度為1633米（即5358英尺）。